# التفات
الالتفات أو تبادل الصيغ (بالإنجليزية: Enallage)‏  من الأساليب التعبيرية الإبداعيَّة في اللغة الأدبية، واستقرَّ مفهومه عند البلاغيين على أنه "الانتقال من أسلوب إلى أسلوب آخر أو أنه الانصراف عنه إلى آخر" ويقوم على مقتضيات التخطي والانحراف عن الأنماط المعتادة، وهو خاصية تعبيرية ذات طاقات إيحائية يبنى على الإنزياح عن النسق اللغوي المألوف، وذلك من خلال انتقال الكلام من صيغة إلى أخرى، كالانتقال من الخطاب إلى الغيبة، أو العكس.

## التسمية
للالتفات عدة أسماء، فاختلفت تسمية الالتفات باختلاف النحاة القدامى الذين تطرقوا لهذا الإسلوب. التسميّة المتعارف عليها اليوم هي «الالتفات» ويرجع أصل تسمية المصطلح البلاغي بالالتفات إلى الأصمعيّ. والالتفات في اصطلاح البلاغيين هو التحويل في التعبير الكلامي من اتجاه إلى آخر. واللفت لغةً يعني الصرف، لفت وجهه عن فلان: أي صرفه عنه، والتفت إليه: أي صرف وجهه إليه. وسمي بأسماء أخرى منها «الترك والتحويل» التي تعود للنحويّ أبي عبيدة معمر بن المثنى والذي يعدّ من أوائل النحويين الذين تحدثوا عن الالتفات في كتابه «مجاز القرآن». كما سمى أبي زكريا الفراء هذه الطريقة اللغوية باسم «الانتقال»، أخيراً سُميت باسم «محاسن الكلام» بواسطة ابن المعتز في كتابه «البديع».
أما في اللغات الأخرى ومنها الإنجليزية فكلمة "Enallage" هي كلمة من أصل إغريقي تعني الاستبدال.

## أقسام الالتفات

### الالتفات من التكلم إلى الخطاب
ومن شواهده قوله تعالى: «وما لي لا أعبد الذي فطرني وإليه تُرجعون». ومقتضى الظاهر أن يقول: (وإليه أرجع).

### الالتفات من التكلم إلى الغيبة
ويكون الالتفات فيه من ضمير المتكلم إلى ضمير الغائب، على سبيل المثال في سورة الكوثر في القرآن قوله: «إنّا أعطيناك الكوثر، فصلِّ لربِك وانحرْ»، ولم يقل «صلِّ لنا».

### الالتفات من الخطاب إلى التكلم
ومن شواهده، قول الشاعر علقمة بن عبدة:
ففي البيت الأول يتحدث باسلوب الخطاب (طحا بك)، وفي البيت الثاني يتحدث باسلوب المتكلم (يكلفني ليلى).

### الالتفات من الخطاب إلى الغيبة
ومن أمثلة هذا النوع في سورة يونس في القرآن قوله: «هُوَ الَّذِي یُسَیِّرُكم  فِي الْبَرِّ وَالْبَحْرِ حَتَّى إِذَا كُنْتُمْ فِي الْفُلْكِ وَجَرَیْنَ بِهِمْ بِرِیحٍ طَیِّبَةٍ وَفَرِحُوا بِهَا جَاءَتْهَا رِیحٌ عَاصِفٌ وَجَاءَهُمُ الْمَوْجُ مِنْ كُلِّ مَكَانٍ وَظَنُّوا أَنَّهُمْ أُحِیطَ بِهِمْ دَعَوُا اللَّهَ مُخْلِصِینَ لَهُ الدِّینَ لَئِنْ أَنْجَیْتَنَا مِنْ هَذِهِ لَنَكُونَنَّ مِنَ الشَّاكِرِینَ». فحتى قوله «كنتم في الفلك» كان الخطاب، وعندما قال «وجرين بهم» انتقل إلى الغيبة.

### الالتفات من الغيبة إلى التكلم
ومن قوله في سورة فاطر: «وَاللَّهُ الَّذِي أَرْسَلَ الرِّیَاحَ فَتُثِیرُ سَحَابًا فَسُقْنَاهُ إِلَى بَلَدٍ مَیِّتٍ فَأَحْیَیْنَا بِهِ الْأَرْضَ بَعْدَ مَوْتِهَا كَذَلِكَ النُّشُورُ». عند الكلمة «فسقناه» انتقل من الغيبة إلى ضمير المتكلم (نحن).

### الالتفات من الغيبة إلى الخطاب
ومن قوله في سورة الفاتحة: «الْحَمْدُ لِلَّهِ رَبِّ الْعَالَمِینَ الرَّحْمَنِ الرَّحِیمِ مَالِكِ یَوْمِ الدِّینِ إِیَّاكَ نَعْبُدُ وٕاِیَّاكَ نَسْتَعِینُ». حيث انتقل إلى اسلوب الخطاب بقوله (إيّاك).

## المغزى من الالتفات
يعتقد بعض النحويين أن الالتفات نوعٌ من أنواع الجمال النحوي، وهي طريقة لاظهار نوعٍ من المرونة والانتقال من أسلوب إلى آخر لما في ذلك من تنشیط السامع، واستجلاب صفائه، واتساع مجاري الكلام، ولفت انتباهه.